# Vild med dans (sæson 5)
Den femte sæson af Vild med dans blev sendt fra den 29. august 2008 og  den 31. oktober 2008, hvor finalen fandt sted. Andrea Elisabeth Rudolph og Claus Elming var igen medværter. Allan Tornsberg, Anne Laxholm, Jens Werner og Britt Bendixen vendte tilbage til dommerpanelet.

## Par
| Kendt                   | Profession              | Danser               | Status     |
| ----------------------- | ----------------------- | -------------------- | ---------- |
| Oliver Bjerrehuus       | Model                   | Viktoria Franova     | Ude        |
| Jette Torp              | Sangerinde              | Mads Vad             | Ude        |
| Søren Bregendal         | Sanger og skuespiller   | Ashli Williamson     | Ude        |
| Kenneth Carlsen         | Tidligere tennisspiller | Katrine Bonde        | Ude        |
| Szhirley                | Sangerinde              | Silas Holst          | Ude        |
| Hans Pilgaard           | Tv-vært                 | Mie Moltke           | Ude        |
| Anne-Mette Rasmussen    | Statsministerfrue       | Thomas Evers Poulsen | Ude        |
| Anne-Grethe Bjarup Riis | Skuespiller             | Michael Olesen       | Ude        |
| Tina Lund               | Springrytter            | Tobias Karlsson      | Andenplads |
| Joachim B. Olsen        | Kuglestøder             | Marianne Eihilt      | Vindere    |

## Resultater
| Par                   | Plads | 1/2 | 3  | 4  | 5  | 6  | 7        | 8        | 9        | 10           |
| --------------------- | ----- | --- | -- | -- | -- | -- | -------- | -------- | -------- | ------------ |
| Joachim & Marianne    | 1     | 24  | 27 | 22 | 33 | 33 | 29+32=61 | 34+36=70 | 40+39=79 | 40+40+40=120 |
| Tina & Tobias         | 2     | 17  | 17 | 21 | 23 | 31 | 28+28=56 | 38+33=71 | 37+36=73 | 38+40+40=118 |
| Anne-Grethe & Michael | 3     | 20  | 20 | 26 | 25 | 34 | 30+29=59 | 35+37=72 | 38+38=76 |              |
| Anne-Mette & Thomas   | 4     | 15  | 19 | 24 | 23 | 28 | 25+27=52 | 32+33=65 |          |              |
| Hans & Mie            | 5     | 15  | 16 | 18 | 22 | 24 | 26+24=50 |          |          |              |
| Szhirley & Silas      | 6     | 16  | 21 | 24 | 32 | 30 |          |          |          |              |
| Kenneth & Katrine     | 7     | 15  | 17 | 16 | 24 |    |          |          |          |              |
| Søren & Ashli         | 8     | 18  | 22 | 21 |    |    |          |          |          |              |
| Jette & Mads          | 9     | 17  | 17 |    |    |    |          |          |          |              |
| Oliver & Viktoria     | 10    | 14  |    |    |    |    |          |          |          |              |

### Gennemsnit
| Plads ift. gennemsnit | Plads | Par                   | Total | Antal danse | Gennemsnit |
| --------------------- | ----- | --------------------- | ----- | ----------- | ---------- |
| 1                     | 1     | Joachim & Marianne    | 469   | 14          | 33.5       |
| 2                     | 2     | Tina & Tobias         | 427   | 14          | 30.5       |
| 3                     | 3     | Anne-Grethe & Michael | 332   | 11          | 30.2       |
| 4                     | 4     | Anne-Mette & Thomas   | 226   | 9           | 25.1       |
| 5                     | 6     | Szhirley & Silas      | 123   | 5           | 24.6       |
| 6                     | 5     | Hans & Mie            | 145   | 7           | 20.7       |
| 7                     | 8     | Søren & Ashli         | 61    | 3           | 20.3       |
| 8                     | 7     | Kenneth & Katrine     | 72    | 4           | 18.0       |
| 9                     | 9     | Jette & Mads          | 34    | 2           | 17.0       |
| 10                    | 10    | Oliver & Viktoria     | 14    | 1           | 14.0       |

## Danse og sange

### Uge 1: Premiere
| Nummer | Rækkefølge                   | Dans       | Musik                                  | Tornsberg | Laxholm | Werner | Bendixen | Point | Resultat |
| ------ | ---------------------------- | ---------- | -------------------------------------- | --------- | ------- | ------ | -------- | ----- | -------- |
| —      | De ti professionelle dansere | Fællesdans | Boogie Wonderland — Earth, Wind & Fire | —         | —       | —      | —        | —     | —        |
| 1      | Tina & Tobias                | Samba      | Rhythm Divine — Enrique Iglesias       | 4         | 5       | 5      | 3        | 17    | Videre   |
| 2      | Jette & Mads                 | Vals       | Glemmer du — Liva Weel                 |           |         |        |          | 17    | Videre   |
| 3      | Anne-Grethe & Michael        | Samba      | Spice Up Your Life — Spice Girls       |           |         |        |          | 20    | Videre   |
| 4      | Szhirley & Silas             | Vals       | Ave Maria — Franz Schubert             |           |         |        |          | 16    | Videre   |
| 5      | Anne-Mette & Thomas          | Samba      | Club Tropicana — Wham                  |           |         |        |          | 15    | Omdans   |
| —      | De resterende fem par        | Fællesdans | Merengue Suavemente — Elvis Crespo     | —         | —       | —      | —        | —     | —        |

### Uge 2
| Nummer | Rækkefølge            | Dans       | Musik                                  | Tornsberg | Laxholm | Werner | Bendixen | Point | Resultat |
| ------ | --------------------- | ---------- | -------------------------------------- | --------- | ------- | ------ | -------- | ----- | -------- |
| 1      | Søren & Ashli         | Vals       | See The Day — Girls Aloud              |           |         |        |          | 18    | Videre   |
| 2      | Kenneth & Katrine     | Samba      | Give It 2 Me — Madonna                 | 3         | 3       |        |          | 15    | Videre   |
| 3      | Joachim & Marianne    | Vals       | Musens sang — Bodil Kjer               | 6         | 6       | 6      | 6        | 24    | Videre   |
| 4      | Oliver & Viktoria     | Samba      | Whenever Wherever — Shakira            | 3         | 3       | 4      | 4        | 14    | Omdans   |
| 5      | Hans & Mie            | Vals       | At the Parallel — Vaya Con Dios        |           |         |        |          | 15    | Videre   |
| —      | De resterende fem par | Fællesdans | Bei mir bist du schön — Andrew Sisters | —         | —       | —      | —        | —     | —        |

### Uge 3
| Rækkefølge            | Point        | Dans        | Musik                                 | Resultat |
| --------------------- | ------------ | ----------- | ------------------------------------- | -------- |
| Hans & Mie            | 16 (4,4,3,5) | Cha-cha-cha | "Mercy" — Duffy                       | Videre   |
| Anne-Grethe & Michael | 20 (5,5,5,5) | Tango       | "Champagne Tango" — Hector Varela     | Videre   |
| Szhirley & Silas      | 21 (7,4,5,5) | Cha-cha-cha | "Glor på vinduer" — Anne Linnet       | Videre   |
| Kenneth & Katrine     | 17 (4,4,4,5) | Tango       | "Adios Muchachas" — Milva             | Videre   |
| Jette & Mads          | 17 (5,4,3,5) | Cha-cha-cha | "Love Will Keep Us Together" — Daniel | Ude      |
| Tina & Tobias         | 17 (6,4,4,3) | Tango       | "Sweet Dreams" — Eurythmics           | Videre   |
| Søren & Ashli         | 22 (6,6,5,5) | Cha-cha-cha | "All That I Want" — C21               | Videre   |
| Anne-Mette & Thomas   | 19 (4,5,5,5) | Tango       | "Tango" — Tango Jointz                | Videre   |
| Joachim & Marianne    | 27 (7,7,7,6) | Cha-cha-cha | "Ramt i natten" — Lizzie              | Videre   |

### Uge 4
| Nummer | Rækkefølge            | Dans      | Musik                                      | Tornsberg | Laxholm | Werner | Bendixen | Point | Resultat |
| ------ | --------------------- | --------- | ------------------------------------------ | --------- | ------- | ------ | -------- | ----- | -------- |
| 1      | Søren & Ashli         | Quickstep | Help — Beatles                             |           |         |        |          | 21    | Ude      |
| 2      | Anne-Mette & Thomas   | Rumba     | Warwick Avenue — Duffy                     | 6         | 6       | 7      | 5        | 24    | Videre   |
| 3      | Szhirley & Silas      | Quickstep | Vi maler byen rød — Birthe Kjær            | 6         | 6       | 6      | 6        | 24    | Videre   |
| 4      | Kenneth & Katrine     | Rumba     | Bleeding Love — Leona Lewis                |           |         |        |          | 16    | Omdans   |
| 5      | Joachim & Marianne    | Quickstep | The Way to Your Heart — Soulsisters        | 5         | 7       | 5      | 5        | 22    | Videre   |
| 6      | Tina & Tobias         | Rumba     | The last Day on Earth — Kate Miller-Heidke |           |         |        |          | 21    | Videre   |
| 7      | Hans & Mie            | Quickstep | We Go Together — Grease                    |           |         |        |          | 18    | Videre   |
| 8      | Anne-Grethe & Michael | Rumba     | Light My Fire — Jose Feliciano             |           |         |        |          | 26    | Videre   |

### Uge 5
| Nummer | Rækkefølge            | Dans    | Musik                                                  | Tornsberg | Laxholm | Werner | Bendixen | Point | Resultat |
| ------ | --------------------- | ------- | ------------------------------------------------------ | --------- | ------- | ------ | -------- | ----- | -------- |
| 1      | Anne-Mette & Thomas   | Slowfox | Isn't She Lovely — Stevie Wonder                       |           |         |        |          | 23    | Videre   |
| 2      | Szhirley & Silas      | Samba   | Nel blu dipinto di blu — Domenico Modugno              | 8         | 8       | 8      | 8        | 32    | Videre   |
| 3      | Anne-Grethe & Michael | Slowfox | Hvad nu Hvis — Alex                                    |           |         |        |          | 25    | Omdans   |
| 4      | Hans & Mie            | Samba   | They Don't Care About Us — Michael Jackson             |           |         |        |          | 22    | Videre   |
| 5      | Kenneth & Katrine     | Slowfox | Alle går rundt og forelsker sig — Kai Normann Andersen |           |         |        |          | 24    | Ude      |
| 6      | Joachim & Marianne    | Samba   | Det du kan — Thomas Helmig                             | 8         | 8       | 9      | 8        | 33    | Videre   |
| 7      | Tina & Tobias         | Slowfox | The Addams Family - Vic Mizzy                          |           |         |        |          | 23    | Videre   |

### Uge 6
| Nummer | Rækkefølge            | Dans | Musik                                   | Tornsberg | Laxholm | Werner | Bendixen | Point | Resultat |
| ------ | --------------------- | ---- | --------------------------------------- | --------- | ------- | ------ | -------- | ----- | -------- |
| 1      | Hans & Mie            | Jive | Sweet About Me — Gabriella Cilmi        | 6         | 6       | 6      | 6        | 24    | Omdans   |
| 2      | Tina & Tobias         | Jive | Gid du var i Skanderborg — Dorthe Kollo | 8         | 8       | 8      | 7        | 31    | Videre   |
| 3      | Anne-Mette & Thomas   | Jive | Waterloo — Abba                         | 8         | 7       | 7      | 6        | 28    | Videre   |
| 4      | Anne-Grethe & Michael | Jive | Land of 1000 Dances — Wilson Pickett    | 9         | 8       | 9      | 8        | 34    | Videre   |
| 5      | Joachim & Marianne    | Jive | Crazy Little Thing Called Love — Queen  | 7         | 8       | 9      | 9        | 33    | Videre   |
| 6      | Szhirley & Silas      | Jive | I Kissed a Girl — Katy Perry            | 8         | 8       | 8      | 6        | 30    | Ude      |

### Uge 7
| Rækkefølge                                                                            | Point          | Dans        | Musik                                           | Resultat                           |
| ------------------------------------------------------------------------------------- | -------------- | ----------- | ----------------------------------------------- | ---------------------------------- |
| Tina & Tobias                                                                         | 28             | Cha-cha-cha | "Billie Jean" — Michael Jackson                 | Videre                             |
| Joachim & Marianne                                                                    | 29             | Rumba       | "When Will I See Your Face Again" — Jamie Scott | Videre                             |
| Anne-Mette & Thomas                                                                   | 25             | Cha-cha-cha | "Best Of My Love" — Emotions                    | Videre                             |
| Hans & Mie                                                                            | 26             | Rumba       | "Get Here" — Oleta Adams                        | Ude                                |
| Anne-Grethe & Michael                                                                 | 30             | Cha-cha-cha | "Makes Me Wonder" — Maroon 5                    | Omdans                             |
| Joachim & Marianne Anne-Grethe & Michael Tina & Tobias Anne-Mette & Thomas Hans & Mie | 32 29 28 27 24 | Wienervals  | "Nothing Else Matters" — Metallica              | "Nothing Else Matters" — Metallica |

### Uge 9: Semifinale
| Nummer | Rækkefølge                      | Dans      | Musik                                       | Tornsberg | Laxholm | Werner | Bendixen | Point | Resultat |
| ------ | ------------------------------- | --------- | ------------------------------------------- | --------- | ------- | ------ | -------- | ----- | -------- |
| 1      | Anne-Grethe & Michael           | Vals      | The Long Day is Over — Norah Jones          |           |         |        |          | 38    | Ude      |
| 1      | Anne-Grethe & Michael           | Pasodoble | El Torero Madrileño - Charles Barlow        |           |         |        |          | 38    | Ude      |
| 2      | Tina & Tobias                   | Quickstep | Här kommer Pippi Långstrump - Inger Nilsson | 9         | 9       | 10     | 9        | 37    | Videre   |
| 2      | Tina & Tobias                   | Pasodoble | Empress Orchestra - Pasodoble               | 9         | 9       | 9      | 9        | 36    | Videre   |
| 3      | Joachim & Marianne              | Slowfox   | All That Jazz - Chicago                     | 10        | 10      | 10     | 10       | 40    | Videre   |
| 3      | Joachim & Marianne              | Pasodoble | Viva Pasodoble Spain Orchestra              |           |         |        |          | 39    | Videre   |
| —      | Claus Elming (Med Anne Laxholm) | Bossanova | Soul Bossanova — Austin Powers              | —         | —       | —      | —        | —     | —        |

- I den niende uge skulle de tre resterende par ud i deres manglende individuelle dans og en individuel pasodoble.

### Uge 10
| Rækkefølge           | Point            | Dans        | Musik                                        | Resultat                  |
| -------------------- | ---------------- | ----------- | -------------------------------------------- | ------------------------- |
| Joachim & Marianne   | 40 (10,10,10,10) | Vals        | "Musens sang" — Kai Normann Andersen         | Vindere                   |
| Tina & Tobias        | 38 (9,9,10,10)   | Vals        | "May Each Day" — Andy Williams               | Andenplads                |
| Joachim & Marianne   | 40 (10,10,10,10) | Cha-cha-cha | "Ramt i natten" — Lizzie                     | Vindere                   |
| Tina & Tobias        | 40 (10,10,10,10) | Jive        | "Gid du var i Skanderborg" — Dorthe Kollo    | Andenplads                |
| Joachim & Marianne   | 40 (10,10,10,10) | Freestyle   | "I Wanna Be Like You" — Big Bad Voodoo Daddy | Vindere                   |
| Tina & Tobias        | 40 (10,10,10,10) | Freestyle   | "I Will Survive" — Gloria Gaynor             | Andenplads                |
| De otte udstemte par | -                | Fællesdans  | "We Go Together" — Grease                    | "We Go Together" — Grease |